# تروی مورفی
تروی مورفی (انگلیسی: Troy Murphy؛ زادهٔ ۲ مهٔ ۱۹۸۰) بازیکن بسکتبال اهل ایالات متحده آمریکا است.
از باشگاه‌هایی که در آن بازی کرده‌است می‌توان به ایندیانا پیسرز، گلدن استیت واریرز، دالاس ماوریکس، بوستون سلتیکس، بروکلین نتس، و لس آنجلس لیکرز اشاره کرد.